# Phytala schultzei
Phytala schultzei är en fjärilsart som beskrevs av Schultze och Aurivillius 1910/11. Phytala schultzei ingår i släktet Phytala och familjen juvelvingar. Inga underarter finns listade i Catalogue of Life.